# Sèvremoine
Sèvremoine község Franciaország Loire mente régiójában, Maine-et-Loire megyében. Új községként 2015. december 15-én jött létre Le Longeron, Montfaucon-Montigné, La Renaudière, Roussay, Saint-André-de-la-Marche, Saint-Crespin-sur-Moine, Saint-Germain-sur-Moine, Saint-Macaire-en-Mauges, Tillières és Torfou korábbi községek egyesítésével. Lakosainak száma 25 764 fő (2022. január 1.).

## Népesség
| Lakosok száma | 25 414 | 25 330 | 25 162 | 25 519 | 25 806 | 25 764 |
|               | 2017   | 2018   | 2019   | 2020   | 2021   | 2022   |